# Pismo dżurdżeńskie
Pismo dżurdżeńskie – pismo używane w państwie Jin ustanowionym przez Dżurdżenów (Mandżurów) na północy Chin. W 1120 r. opracował je Wanyan Xiyin, biorąc za wzór pismo Kitanów. Do użycia weszło w 1145 r.  
Według zachowanego słownika chińsko-dżurdżeńskiego składało się ono z 720 znaków, w większości piktofonogramów opartych na znakach pisma chińskiego, lecz na ogół przekształconych i dostosowanych do wymowy języka mandżurskiego (Mandżurami Dżurdżeni nazywają się od XVII wieku, a język dżurdżeński to po prostu staromandżurski). Znaki porządkowano według systemu kluczy podobnych do kluczy pisma chińskiego. 
Pismo Dżurdżenów wyszło z użycia po upadku dynastii Jin. Jego zabytki zachowały się jako inskrypcje w kamieniu, a także w dokumentach z chińsko-dżurdżeńskiej wymiany politycznej.